# Bergstadtverlag Wilhelm Gottlieb Korn

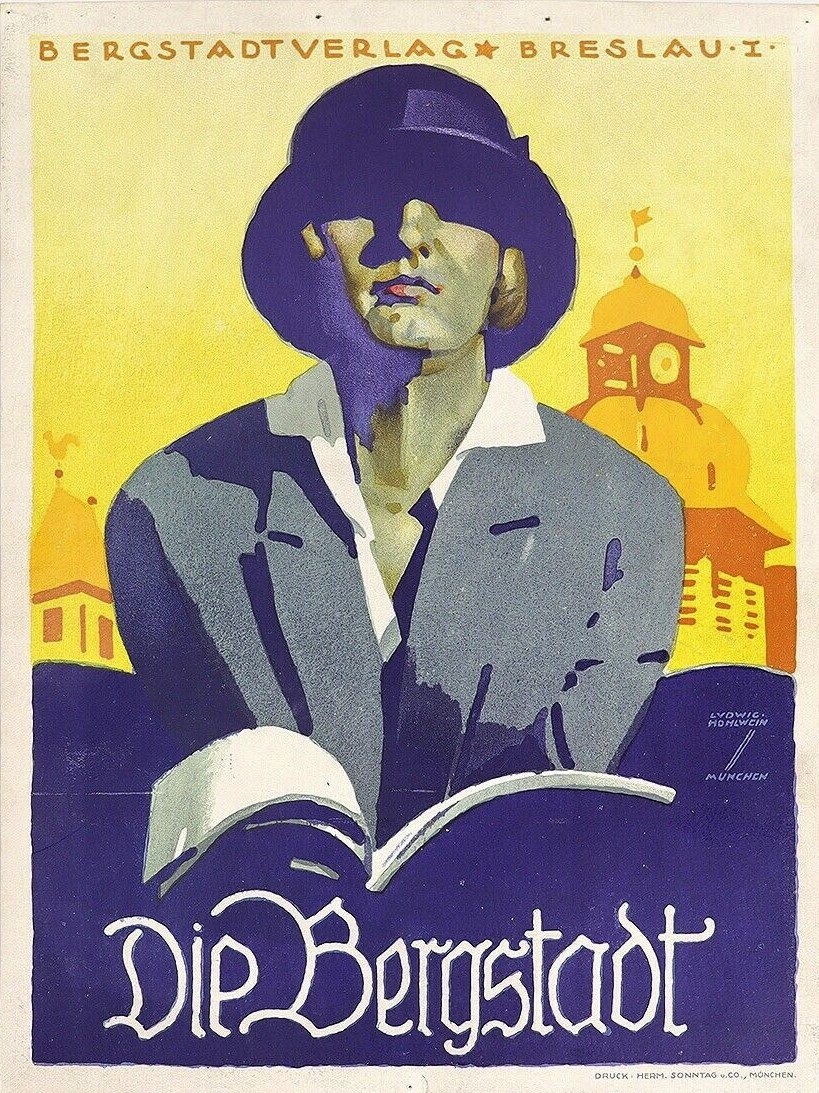
Bergstadt Verlag, Plakat von Ludwig Hohlwein

Der Bergstadtverlag Wilhelm Gottlieb Korn ist einer der ältesten Verlage Schlesiens. Er wurde 1732 in der schlesischen Hauptstadt Breslau gegründet und war dort bis 1945 ansässig und tätig. Der Bergstadtverlag ist heute im Besitz der 1952 gegründeten Stiftung Kulturwerk Schlesien und hat seinen derzeitigen Sitz in Görlitz. Vom 18. bis Anfang des 20. Jahrhunderts hieß das Unternehmen Verlag Wilhelm Gottlieb Korn.

## Geschichte
Der Buchdrucker, Verleger und Buchhändler Johann Jacob Korn (1702–1762) eröffnete 1732 in Breslau eine Verlagsbuchhandlung und veröffentlichte u. a. wissenschaftliche Werke. Am 22. Oktober 1741 erhielt Korn durch den preußischen König und späteren Souverän und obersten Herzog von Schlesien Friedrich II. von Preußen das Zeitungsprivileg und gründete die Privilegierte Schlesische Staats-, Kriegs- und Friedenszeitung, die spätere Schlesische Zeitung, die erstmals am 3. Januar 1742 erschien. Auch darüber hinaus war er für den preußischen König tätig: Die von Friedrich II. erlassenen Edikte, Ordnungen, Patente und Reglements, die das Herzogtum Schlesien betrafen, wurden im Verlag Korn gedruckt.
1762 übernahm Wilhelm Gottlieb Korn (1739–1806) den Verlag seines Vaters, die Firma lautete nun Verlag Wilhelm Gottlieb Korn. Dieser begann neben den deutschsprachigen Veröffentlichungen auch Literatur in polnischer Sprache für den Markt in Polen und in weiteren Sprachen des östlichen Europas herauszugeben. 1790 übernahm sein Sohn Johann Gottlieb Korn den Verlag.
Am 1. April 1914 entstand als Teilbereich der Bergstadtverlag Wilhelm Gottlieb Korn, nachdem der Schriftsteller Paul Keller (1873–1932) mit seiner Zeitschrift „Die Bergstadt“ zum Verlag Wilhelm Gottlieb Korn wechselte.
Nach der Vertreibung der Deutschen aus Schlesien nach 1945 und der Konfiszierung des Eigentums des Verlags in Breslau durch den polnischen Staat ließ sich der Verlag unter der Leitung von J. F. K. Zeuschner (1904–1979) zunächst in Gera nieder, danach in München. Weitergeführt wurde nur der Teilbereich Bergstadtverlag des Verlags Wilhelm Gottlieb Korn. 1980 wurde der Bergstadtverlag von der Stiftung Kulturwerk Schlesien mit Sitz in Würzburg übernommen. Seitdem die Stiftung ihren Sitz nach Görlitz verlegt hat, ist auch der Bergstadtverlag dort ansässig.
Heute veröffentlicht der Bergstadtverlag vor allem literarische und kulturhistorische Bücher, Reisebücher und Bildbände.

## Publikationen
Viele langjährige Zeitschriften und Magazine erschienen im (Bergstadt-)Verlag Wilhelm Gottlieb Korn, darunter:
- Schlesische Provinzialblätter
- Schlesische Zeitung
- Schlesische Illustrierte Zeitung (zunächst Illustrierte Wochenbeilage der Schlesischen Zeitung)
- Schlesisches Provinzial-Gesangbuch